# Turbo (cómic)
Turbo es el nombre de dos superhéroes que aparecen en los cómics estadounidenses publicados por Marvel Comics. Michiko "Mickey" Musashi debutó en New Warriors #28 (octubre de 1992)y su aliado Michael "Mike" Jeffries en New Warriors #33.

## Biografía ficticia

### La armadura Torpedo
La armadura Torpedo fue una creación de los Dire Wraiths, su intento de contrarrestar la armadura cibernética de los Spaceknights. Ellos emplearon a un científico humano para desarrollarlo, combinando tecnología Wraith y humana. Tenía turbinas plegables montadas alrededor de las muñecas y los tobillos, lo que permitía al usuario volar y disparar poderosas ráfagas de aire.Al descubrir que el traje iba a ser utilizado con fines criminales, su inventor lo robó pero murió mientras escapaba, y se lo dio a la primera persona con la que tropezó, un hombre llamado Brock Jones, quien lo usó para combatir el crimen, como el superhéroe el Torpedo.
Sin embargo, Jones finalmente decidió esconderse a sí mismo y a su familia de las personas que buscaban la armadura y se fue a vivir a la ciudad de Clairton, Virginia Occidental, donde conoció a Rom el Caballero Espacial y aprendió sobre los Wraiths. Jones acordó ayudar a Rom a proteger la ciudad de los Wraiths, y Rom alteró el disfraz para que sus lentes permitieran al usuario ver la verdadera forma de Dire Wraith.
Jones finalmente fue encontrado y asesinado por los Wraiths.Algunos de los efectos de Jones fueron pasados a su pariente Phillip Jeffries, cuyo hijo Michael encontró la armadura y se la dio a su amiga Michiko para que pudiera usarla como disfraz de Halloween. Cuando Michiko se puso la armadura, comenzó a transmitir en una longitud de onda que permitió a los científicos humanos del laboratorio que desarrolló la armadura rastrearla y atacaron a Michiko y Mike en una fiesta de disfraces de la universidad, donde Michiko descubrió las habilidades del traje y luchó contra sus atacantes.

### Los Nuevos Guerreros
Mickey y Mike comenzaron a compartir la armadura, Mike deseaba ser un superhéroe, mientras que Mickey la usaba para viajar por el mundo. Aunque consideraba el heroísmo como una "vocación ridícula", Mickey no deseaba ver a personas inocentes heridas cuando podría haberlo evitado. Esta es una de las razones que la mezcló con los Nuevos Guerreros: después de que una banda de contrabandistas de armas bajo el mando del mercenario Sea Urchin involucrara a un inocente en sus tratos, ella se propuso detenerlos y se topó con el equipo, quien También estaban siguiendo a los delincuentes. Mickey ayudó a los Guerreros a derribarlos, capturando al Erizo de Mar.
Mike se encontró con los Warriors como Turbo cuando Darkling sitió Manhattan con las energías de la Dimensión Fuerza oscura, y los dos Turbos fueron atacados por la Fuerza Aérea cuando entrenaban con Nova.Mickey se convirtió en un guerrero de reserva, ayudando a rescatar al equipo dos veces junto con otros héroes de respaldo, antes de que el equipo le ofreciera una membresía de tiempo completo. Mickey continuó compartiendo la armadura con Mike, pero a menudo tenía que pedirla prestada para misiones con los Guerreros.
En una misión, los Guerreros lucharon contra Volx, la reina de los Dire Wraiths, quien reconoció la armadura Torpedo y la deseó por el aumento de poder que le daría. Ella rastreó la armadura hasta Mike y lo mató, absorbiendo sus recuerdos. Ella haciéndose pasar por Mike, engañó a los Guerreros para que le dieran la armadura, que usó en un complot para debilitar a la población sobrehumana de la Tierra, antes de que ella finalmente fuera asesinada por Night Thrasher.Mickey se comprometió a ser el tipo de héroe que Mike quería ser para honrarlo.
Más tarde, Mickey conoció y se enamoró de un joven llamado Dalton Beck, que resultó ser Firestrike, un miembro del equipo criminal blindado Heavy Mettle.Cuando los Guerreros se enfrentaron con Heavy Mettle, Firestrike se volvió contra sus aliados y su empleador para proteger a Turbo. Posteriormente, Beck fue incluido en el Programa Federal de Protección de Testigos, lo que les impidió a los dos continuar su relación.

### Excelsior (Loners)
Decidiendo que haría más bien con su educación en periodismo que con sus aventuras, Mickey retiró la armadura Torpedo. Con la ayuda de Phil Urich, consiguió un trabajo en el periódico Los Angeles Times (aunque más tarde dejaría este trabajo para trasladarse a Nueva York por razones inexplicables). Ella fundó el grupo llamado Excelsior, un grupo de apoyo para superhéroes adolescentes retirados;sus vidas fueron brevemente el foco de la breve miniserie Loners.
En el primer número de Loners; Mickey estaba hablando con Phil sobre el reciente error de Julie Power al usar sus poderes de vuelo.Y en el segundo número, Mickey tenía una cita con Chris Powell después de su última reunión del grupo de apoyo.
Dentro del tercer número; Mickey se entera de la participación de Chris, Mattie y Johnny en el Anillo MGH y los eventos que llevaron a que Julie fuera apuñalada por Hollow (originalmente conocido como Penance de la Generación X). Mickey también evitó que Hollow fuera recapturado por el grupo responsable de su encarcelamiento hablando con su líder, un director ejecutivo llamado Fuyumi Fujiwaka, en el idioma japonés "nativo" de ella y Mickey, aunque Mickey es ciudadano estadounidense por nacimiento y por qué se referiría a los japoneses. no se aborda el idioma como su lengua "nativa". En el cuarto número, Mickey habla con Chris sobre sus preocupaciones con Mattie dentro del grupo de apoyo, además de compensar las recientes tensiones entre ellos después.
En el quinto número, Mickey casi fue estrangulado por Nekra cuando fue salvada por una chica misteriosa que se hacía llamar "Namie". Aunque estaba aterrorizada de morir (ya que no llevaba el traje Turbo en ese momento), Mickey también estaba enojado por el hecho de que Julie reveló la verdad de que no era un héroe registrado y que Chris se negó a quitarse el amuleto Darkhawk. También se sorprendió al saber que Phil albergaba sentimientos por ella y fue testigo de su ataque a Chris, en el que agarró el amuleto y se transformó en una versión alternativa de Darkhawk.
Junto a Julie y los otros miembros de los Loners, Mickey es finalmente incluida en la Academia Vengadores por Hawkeye después de que la escuela se muda a la antigua sede de los Vengadores de la Costa Oeste.

## Poderes y habilidades
Mickey Mushashi y Mike Jeffries son humanos normales sin poderes sobrehumanos. Como Turbo, ambos usan un casco y un traje de batalla previamente usado por el Torpedo, e inventado por el segundo Torpedo, Michael Stivak, empleando tecnología tanto de la Tierra como de Dire Wraith.
El traje de batalla Torpedo se controla a través de un circuito cibernético integrado en la capucha/casco y se une a su usuario, lo que permite mayores grados de control dependiendo de la compatibilidad química del cuerpo individual del usuario y su habilidad para manipular el vínculo cibernético, determinada por el grado en que su o su patrón cerebral interactúa con su tecnología. Brock Jones, el primer usuario heroico del traje y el tercer Torpedo, tenía un grado suficiente de compatibilidad y habilidad para acceder a la mayoría de las funciones del traje. Mickey, sin embargo, posee una compatibilidad natural mucho mayor y esto, combinado con el mayor tiempo que lleva usando el traje, le ha permitido acceder a funciones que Brock no podía, como la capacidad limitada del traje para reconfigurarse cosméticamente según los deseos del usuario. El casco y el traje son inútiles el uno sin el otro.
El traje de batalla Torpedo le permite a Mickey volar a velocidades que llegan hasta niveles supersónicos; La velocidad máxima exacta de la armadura aún no se ha clasificado. Mientras está en vuelo, el traje genera un campo de fuerza de bajo nivel para protegerla del estrés físico adverso de moverse a tales velocidades; también proporciona una gran durabilidad para aplicaciones de combate y puede dispersar la radiación dirigida contra él.
Usando las pequeñas turbinas de propulsión nuclear integradas en los guanteletes y las botas del traje, Mickey es capaz de proyectar una explosión de fuerza de conmoción pulsada apodada "Turbo Punch", que es esencialmente un puñetazo propulsado por un jet, que le permite golpear a oponentes u objetos con una enorme cantidad de fuerza. El uso de un doble Turbo Punch de dos puños proporciona una fuerza equivalente a un puñetazo de máxima potencia de un sobrehumano con fuerza de Clase 100.El usuario puede regular estos hipergolpes para golpear a una persona sin causar lesiones graves. El usuario también puede utilizar estas turbinas para crear ráfagas de aire a alta velocidad, proyectando ráfagas de viento anchas y estrechas y simulando una fuerza de conmoción.
Con la ayuda de la potencia de los turborreactores, el traje también es capaz de proporcionar al usuario una fuerza sobrehumana. El nivel de fuerza sobrehumana conferido se basa nuevamente en la compatibilidad del usuario con el traje y la familiaridad con sus funciones. Brock Jones era capaz de levantar (presionar) aproximadamente 1 tonelada; Mickey puede levantar (presionar) de manera óptima 20 toneladas.
Integrado en la visera del traje hay un dispositivo capaz de detectar Dire Wraiths (una rama divergente de los Skrulls), sin importar la forma que adopten, que Rom el Caballero Espacial le dio a Brock Jones para proteger mejor la ciudad de Clairton, Virginia Occidental durante el intento de conquista de la Tierra por parte de los Wraiths. Es posible que también pueda detectar Skrulls.

## Otras versiones

### House of M
Mickey aparece como miembro de Wolfpack, junto con Speedball, Rage, Zero-G, Lightspeed y Darkhawk.